# 赵观文

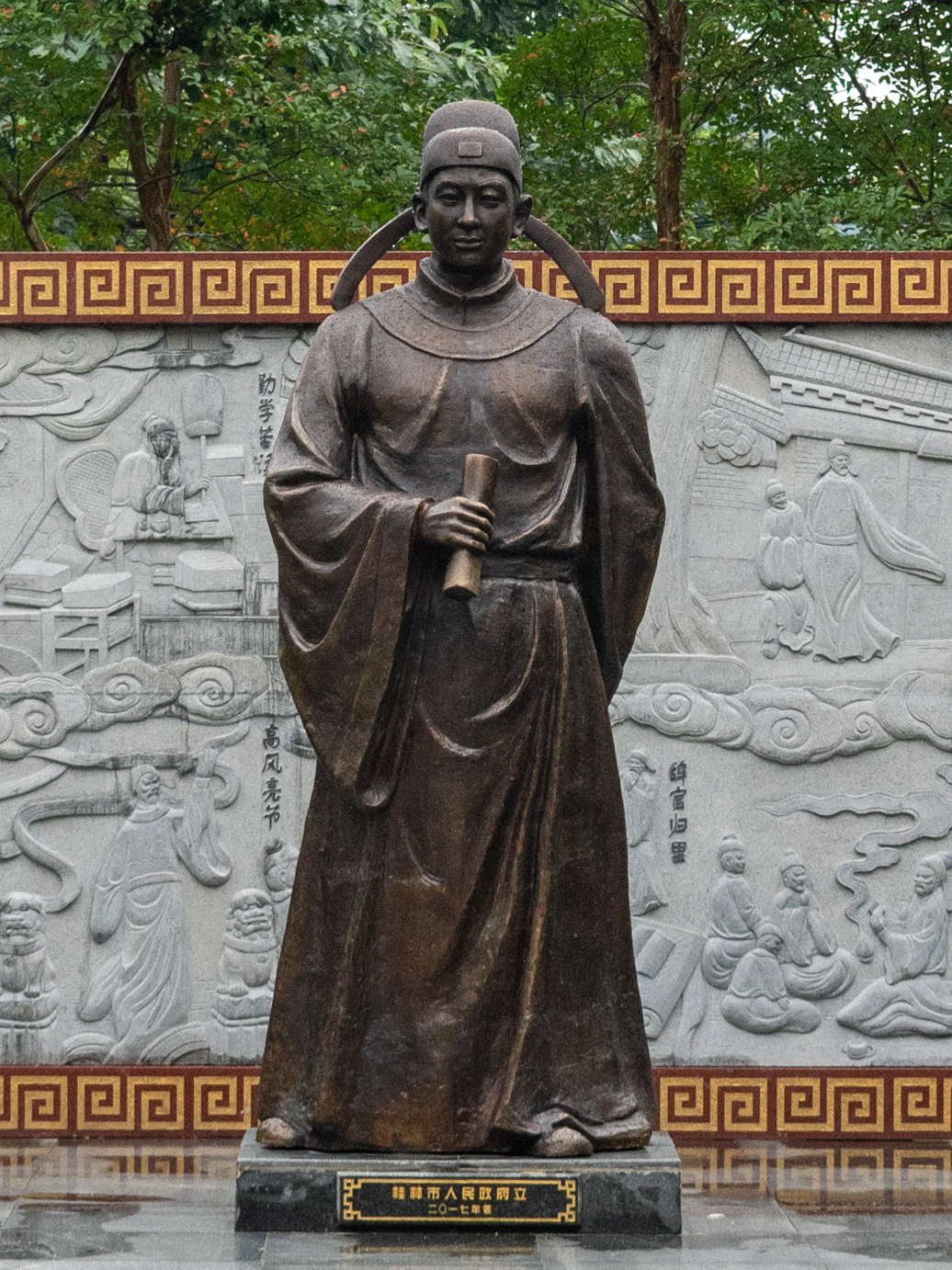

趙觀文（?—?），桂州（今廣西桂林）人。
出生於桂林西北郊迴龍山下趙家村，唐昭宗乾寧二年（895年）進士，當時張昭憲為狀元，趙觀文第八，但有考生指責主考官崔凝舞弊。最後昭宗下詔於武德殿重試，由翰林學士陸扆任主官考，複試結果，趙觀文登乙卯科狀元及第，昭宗稱其“名實相符之士，藝文俱美之人。”授侍讲学士。為官時與刘季述、崔胤不合，不久辞归。《全唐文》錄有《桂州新修尧舜祠祭器碑》一文。